# Trois (Katarina Marinčič)
Pour les articles homonymes, voir Trois.
Trois (O treh), publié en 2005, est un recueil de trois nouvelles de l'écrivain slovène Katarina Marinčič, traduit et publié en français en 2014.

## Contenu
Le recueil se compose de trois nouvelles :
- Vel Matuna, l'Étrusque (pp. 5-38)
- Redouté, le peintre (pp. 39-77)
- Zlatko, le gars de Litija (pp. 79-121)

et d'une postface de Tina Kozin.

### Vel Matuna, l'Étrusque
Vel Matuna est un jeune Étrusque qui relève de maladie.
Il revoit son petit frère malade, avec ses longs membres malingres.
Sa mère Fastia et sa sœur Velia veillent sur lui.
Il quitte la vieille servante Tana pour la douceur de la très jeune Ranti (à l'éventail de plumes).
Il est promis puis fiancé à Setra, de la grande famille Cantinei.
Son charmant oncle Arunt Porsena est mort, et sa tante Tanakvil reprend la maison.
Sa mère Fastia, après le départ du Grec Androtion, accepte les flatteries du Grec Knemon.
Vel Matuna vit au rythme de ses plaisirs simples, observation des végétaux (arbres, plantes, chèvrefeuille, gui...), des animaux (oiseaux, poissons, sauterelles, moustiques, chien...), du ciel, du corps humain (le sien, celui de Ranti, puis celui de Setra).

### Redouté, le peintre
Pierre-Joseph Redouté (1759-1840) est d'abord à Saint-Hubert (Belgique) l'enfant doué d'un peintre renommé, et qui préfère les cyclamens, les châtaigniers, la forêt, les fleurs surtout. À treize ans, il se fait peintre vagabond. À sa première neige, il s'égare et est recueilli dans une grande demeure, où un vieux moribond au regard triste le gave de remontants. Quand le père est près de la mort, il revient au pays, retrouve ses deux frères peintres, Henri-Joseph Redouté et Antoine-Ferdinand Redouté. Il voyage encore, à Vilvorde, à Amsterdam... Il admire Jan van Huysum : j'aimerais être un escargot. 
Ses fleurs sont très appréciées, le Raphaël des fleurs devient professeur de dessin pour les dames surtout, Marie-Antoinette, Joséphine de Beauharnais, Marie-Amélie de Bourbon-Siciles (épouse de Louis-Philippe Ier). 
Charles Louis L'Héritier de Brutelle (1746-1800) se l'attache, et publie avec lui le Sertum Anglicum (es). Il fréquente Joseph Banks, Joseph Dombey, et le peintre américain d'oiseaux MacKenzie. Il travaille et publie beaucoup.

### Zlatko, le gars de Litija
En attente de vol, à l'aéroport de Chicago bloqué par le brouillard, puis dans un vol pour l'Europe, un homme aux cheveux roux (65 ans) discute avec une jeune femme slovène. Fred a autrefois connu un Slovène de Litija, qui à la suite d'un décollement de rétine, est parti à Passau puis en bateau à Chicago, pour être opéré, Zlato Obid. Fred Gerald Jenkins l'a fréquenté dans un bar de Chicago. Puis, Zlatko s'est marié, est parti avec son épouse, Jenny Harrison dans l'Ouest, puis en est revenu.  Et là, à un saule devant chez lui, il s'est pendu, sans doute à la suite des trop nombreuses infidélités de sa femme. Au cimetière de Litija, parmi les tombes Obid, on trouve celle de trois jeunes femmes suicidées pendues...